# Stadt Gottes (Zeitschrift)

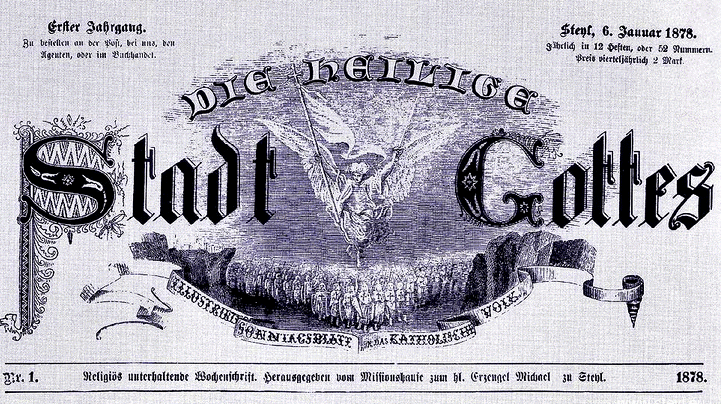
Titelblatt der 1. Nummer, 1878

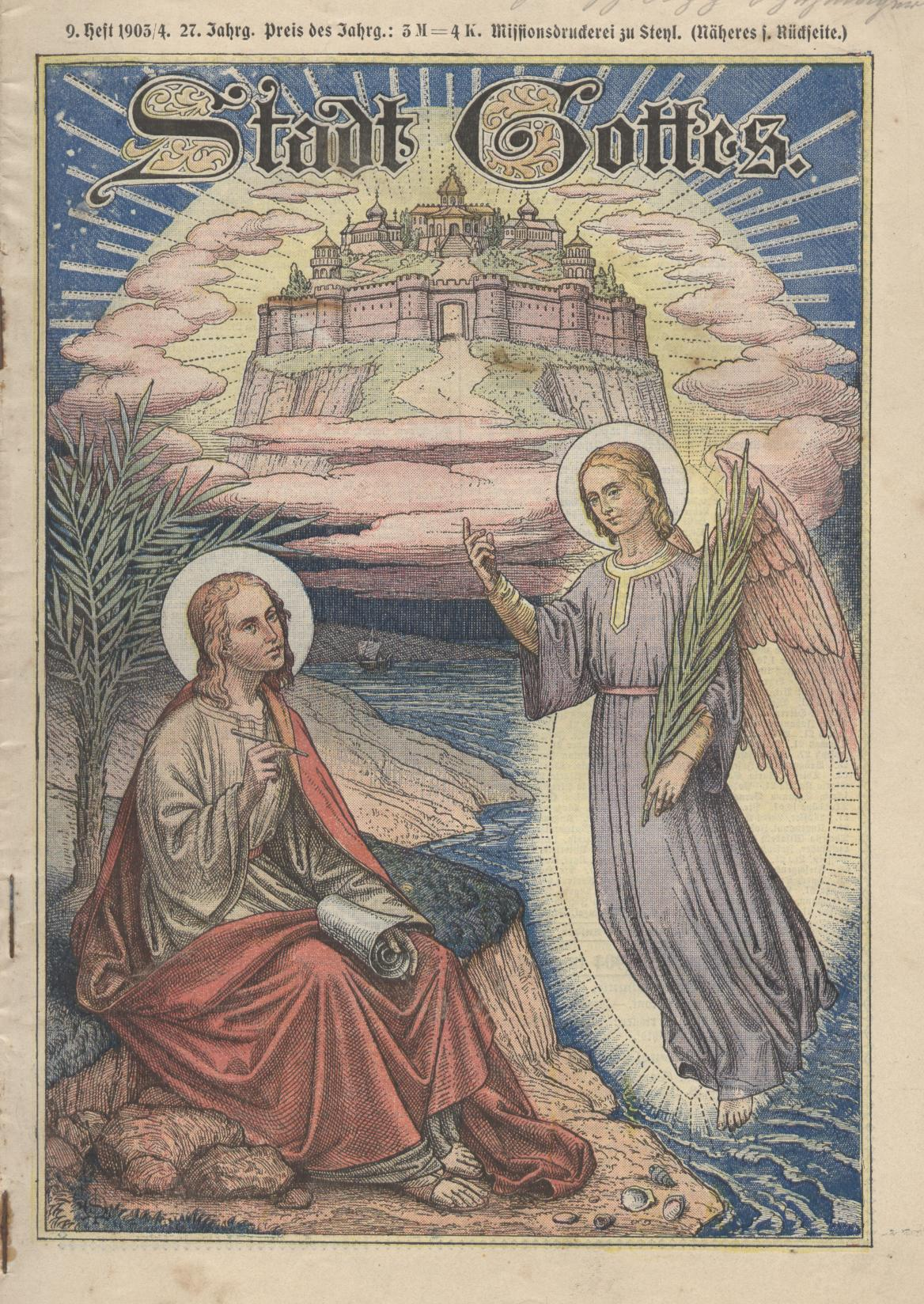
Titelblatt der Stadt Gottes, Jahrgang 1903

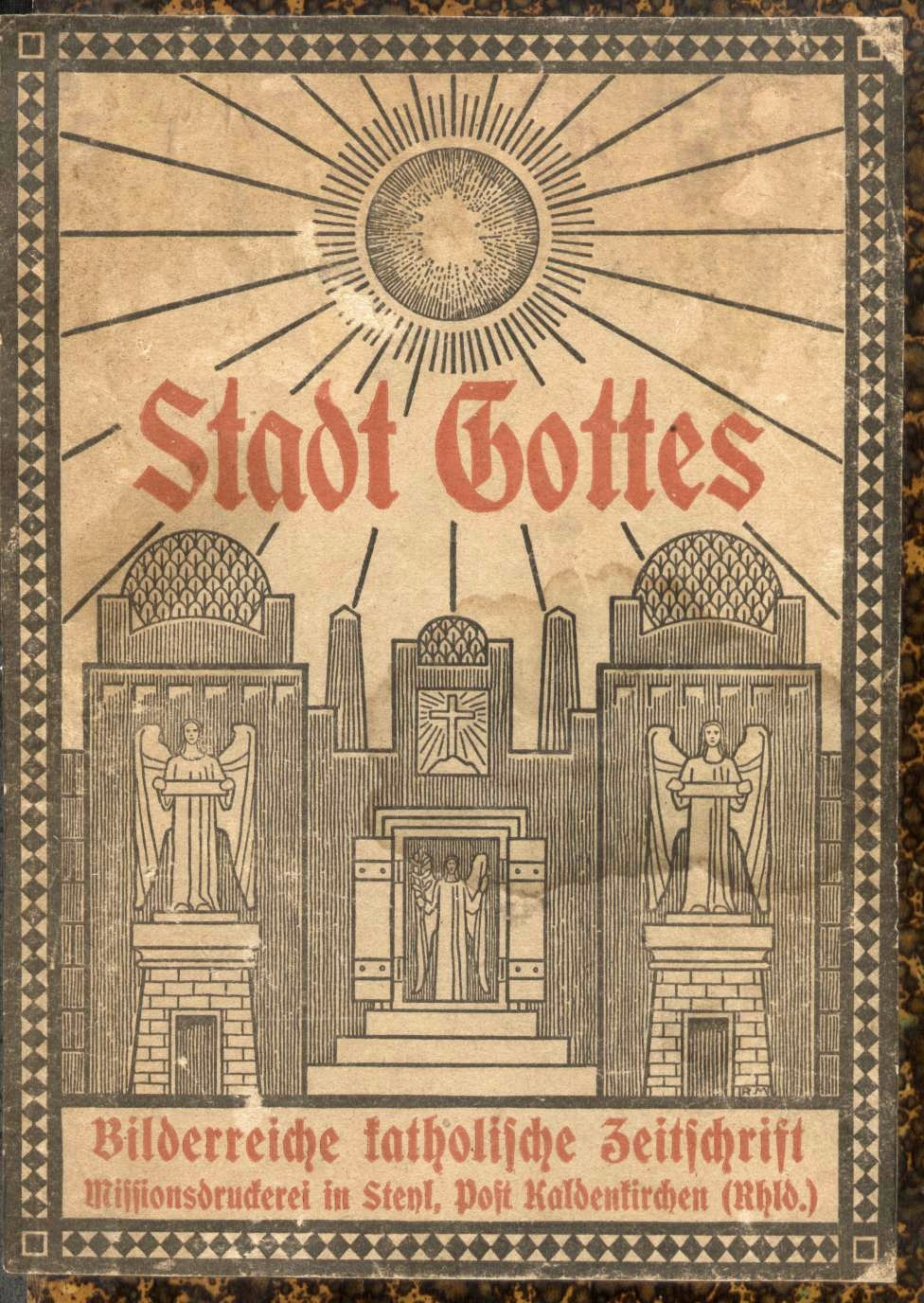
Titelblatt der Stadt Gottes, Jahrgang 1920

Stadt Gottes ist eine im Jahre 1878 vom hl. Arnold Janssen gegründete Illustrierte, die bis heute als Sprachrohr und Werbeträger des Herausgebers, der  Ordenskongregation der Steyler Missionare, erscheint. Im September 2020 wurde der Name der Zeitschrift auf   Leben jetzt  geändert, in Österreich erfolgte die Umbenennung zum Jahreswechsel 2020/21.

## Geschichte
Am 8. September 1875 gründete der katholische deutsche – inzwischen heiliggesprochene – Priester Arnold Janssen im niederländischen Steyl, heute ein Stadtteil von Venlo, seinen Männerorden Gesellschaft des Göttlichen Wortes (SVD). Abgeleitet vom Gründungsort bürgerte sich in Deutschland dafür allgemein der Name Steyler Missionare ein. Die Stiftung konnte wegen des im Deutschen Reich gerade herrschenden Kulturkampfes nur im Ausland erfolgen. Die Gemeinschaft verschrieb sich der Ausbreitung des christlichen Glaubens in fremden Ländern. Neben Missionspriestern und -brüdern zählen auch zwei   Schwesternkongregationen  zur Ordensfamilie.
Von Anfang an gehörten religiöse Schriften zum Angebot des neuen Ordens. Arnold Janssen suchte nach Wegen, den Missionsgedanken möglichst publik zu machen, Gleichgesinnte zu erreichen und Geld für die Missionen zu sammeln. 1877 erhielt er von einem holländischen Verleger das Angebot, Bilder aus der dort erscheinenden Katholieke Illustratie (Katholische Illustrierte) für den deutschen Sprachraum zu übernehmen. Der Orden musste nur noch die entsprechenden Artikeltexte dazu beisteuern.
So entstand die Zeitschrift Stadt Gottes, die von Steyl in den Niederlanden aus produziert wurde und zunächst „Die heilige Stadt Gottes – Illustriertes Sonntagsblatt für das katholische Volk“ hieß. Die erste Nummer erschien am 6. Januar 1878; schon bald vereinfachte man den Titel in Stadt Gottes. Unter diesem Namen expandierte die Zeitschrift zu einem der bekanntesten katholischen Blätter im deutschen Sprachraum. Die Illustrierte berichtete über das Ordens-, Kirchen- und Weltgeschehen, brachte theologische Beiträge sowie Reportagen aus der Steyler Mission in Übersee. Zudem besaß sie einen Unterhaltungsteil. Der Berliner Sinologe Klaus Mühlhahn bezeichnet die Stadt Gottes in seinem Buch Herrschaft und Widerstand in der „Musterkolonie“ Kiautschou 2000 als „eines der meistgelesenen, populären Blätter des Katholizismus im Kaiserreich“.
Neben der Ordenszentrale in Steyl entstand ab 1918 auch ein großer Teil der Zeitschrift im Missionshaus St. Gabriel bei Wien. Von 1939 bis 1941 konnte die Illustrierte wieder nur noch im niederländischen Steyl hergestellt werden, ab 1941 bis zum Ende des Zweiten Weltkrieges wurde die „Stadt Gottes“ als Notausgabe in der Schweiz herausgegeben.
Das Blatt erschien erst wöchentlich, dann monatlich, seit mehr als 130 Jahren ununterbrochen. Seine alten Ausgaben bieten eine Fülle von Quellenmaterial zur Kirchen-, Missions- und auch Profangeschichte. Besonders ergiebig ist darin der Bestand an historischen Fotos, da die Zeitschrift von Anfang an reich bebildert war. Im Jahr 2011 hatte die deutsche Ausgabe der Zeitschrift über 150.000 feste Abonnenten.
Im Herbst 2020 änderte die Zeitschrift ihren Namen von Stadt Gottes zu Leben jetzt, erscheint ansonsten aber weiterhin elf Mal im Jahr (im Sommer mit einer Doppelausgabe). In Österreich erfolgte die Umbenennung in Leben jetzt im Dezember 2020.

## Namensbezug
Unter dem Namen De civitate Dei („Vom Gottesstaat“) verfasste Augustinus von Hippo zwischen 413 und 426 eine Schrift, die das Spannungsfeld von weltlicher Macht und religiösem Anspruch reflektiert; sie zählte bis in die frühe Neuzeit zu den einflussreichen Schriften in der christlichen Welt.